# Montbonnot-Saint-Martin
Montbonnot-Saint-Martin – miejscowość i gmina we Francji, w regionie Owernia-Rodan-Alpy, w departamencie Isère.
Według danych na rok 1990 gminę zamieszkiwało 2808 osób, a gęstość zaludnienia wynosiła 440 osób/km² (wśród 2880 gmin regionu Rodan-Alpy Montbonnot-Saint-Martin plasuje się na 317. miejscu pod względem liczby ludności, natomiast pod względem powierzchni na miejscu 1406.).
Przez gminę przepływa rzeka Isère. 